# Jurij Borzakovskij
Jurij Michajlovič Borzakovskij (rusky Юрий Михайлович Борзаковский; * 12. dubna 1981, Kratovo, Moskevská oblast) je ruský atlet, jehož hlavní disciplínou je běh na 800 metrů.
V roce 2004 se stal v Athénách olympijským vítězem. Je halovým mistrem světa a dvojnásobným halovým mistrem Evropy. Je také juniorským mistrem Evropy z roku 1999.
27. ledna 2001 zaběhl v německém Karlsruhe osmistovku v čase 1:44,15. Tento čas je dodnes třetím nejlepším výkonem na této trati v hale v celé historii. Rychleji v hale běžel jen dánský atlet Wilson Kipketer, který na halovém MS 1997 v Paříži vytvořil světový rekord v rozběhu a ve finále vlastní rekord vylepšil na 1:42,67.
Na Mistrovství světa v atletice 2009 v Berlíně doběhl ve finále v čase 1:45,57 na 4. místě.